# Haddad (patronyme)
Pour les articles homonymes, voir Haddad.
Haddad ou Hadad (en araméen : ܚܕܕ ou ܚܕܐܕ, en arabe : حداد ou حدا, en hébreu : חדד ) est un nom de famille (de langue araméenne) très ancien et originaire du Proche-Orient. Ce nom existe au Levant depuis l'époque antique.

## Étymologie
Haddad peut avoir une signification dans plusieurs langues sémitiques comme l'araméen, l’arabe ou l'hébreu. À l'origine, le nom Haddad (en araméen : ܚܕܕ ou ܚܕܐܕ) fait référence au dieu de la foudre mésopotamien Adad (également orthographié Hadad ou Haddad), jadis particulièrement vénéré par les populations assyriennes et phéniciennes.[réf. nécessaire]

## Répartition géographique
Haddad est un nom très courant dans la région de l'ancienne Canaan. Ce patronyme est aussi répandu au sein de différentes minorités ethniques vivant, ou ayant vécu au Moyen-Orient: Au sein des minorités kurdes, persanes,, juives,,, arméniennes, et syriaques, par exemple. Les Arméniens et les Syriaques sont deux groupes ethniques chrétiens. Cependant, au Proche-Orient, ce nom est surtout  répertorié au sein des autres communautés chrétiennes (beaucoup plus que dans les deux citées ci-dessus), au sein desquelles il est très répandu.
Dans le dialecte araméen montagnard, Turoyo, le nom est aussi connu sous la forme "Hadodo ܚܕܕܐ". Les populations portant cette variante sont principalement des Assyriens, originaires de Tur Abdin. Ce mot, commun aux langues sémitiques, signifierait également « Qui travaille les métaux pouvant ainsi être interprété comme étant joaillier ou forgeron », en langue arabe et araméenne notamment.

## Liste de titulaires du nom
Haddad est un nom de famille d'origine araméenne et hébraïque notamment porté par :

- Aaron Steven Haddad (né en 1982), catcheur américain ;
- Abdullah ibn Alawi al-Haddad (en) (1634-1720), érudit islamiste yéménite ;
- Abdulrahman Al Haddad (né en 1966), joueur de football émirati ;
- Aïcha Haddad (1937-2005), peintre et plasticienne algérienne ;
- Ali Haddad (né en 1965), homme d'affaires algérien, président-directeur général du groupe ETRHB Haddad ;
- Alwi bin Thahir al-Haddad (en) (1884-1962), érudit islamiste yéménite ;
- Amir Haddad, dit Amir (né en 1984), auteur-compositeur-interprète et chanteur franco-israélien ayant représenté la France à l'Eurovision 2016 ;
- Andreas Haddad (en) (né en 1982), footballeur suédois ;
- Andre El Haddad (en) (né en 1971), arbitre de football libanais ;
- Antoine Haddad (né en 1954), homme politique libanais ;
- Beatriz Haddad Maia (née en 1996), joueuse de tennis brésilienne ;
- Benjamin Haddad (né en 1985), homme politique français ;
- Caroline Haddad (en) patineuse canadienne ;
- Célio Fernando Baptista Haddad (né en 1959), herpétologiste brésilien ;
- Cheikh El Haddad (1790-1873), meneur algérien des révoltes populaires en Kabylie après la conquête française de l’Algérie en 1830 ;
- Diana Haddad (en)(née en 1976), chanteuse libanaise ;
- Djazia Haddad (née en 1994), judokate algérienne ;
- Drew Haddad (en) (né en 1978), joueur de football américain ;
- Fawwaz Haddad (en) (né en 1947), romancier syrien ;
- Fernando Haddad, (né en 1963), universitaire et homme politique brésilien ;
- François Haddad (né en 1958) ancien juge au tribunal pénal de Genève, Suisse.
- Gehad El-Haddad (en) (né en 1981), porte-parole égyptien des Frères musulmans ;
- George Wayne Haddad (1912-1995), homme politique canadien en Colombie-Britannique ;
- Georges Haddad (né en 1951), mathématicien français, responsable de l'éducation à l'UNESCO ;
- Gérard Haddad (né en 1940), ingénieur agronome, psychiatre et psychanalyste français ;
- Gholam Ali Haddad-Adel (né en 1945), ancien président du Majles iranien ;
- Grégoire Haddad (1924-2015), prélat de l'Église grecque-catholique melchite ;
- Hubert Haddad (né en 1947), écrivain français ;
- Ibrahim Haddad (en) (né en 1938), homme politique et ministre syrien ;
- Ilias Haddad (né en 1989), footballeur néerlando-marocain ;
- Ismail Haddad (né en 1990), footballeur marocain ;
- Jean-David Haddad (né en 1967), professeur d'économie français ;
- Joey Haddad (né en 1988), joueur professionnel de hockey sur glace canadien ;
- Joey Haddad (né en 2007), plus jeune conseiller du ministre libanais ;
- Jonas Haddad, avocat et conseiller régional en Seine-Maritime (Les Républicains) ;
- Joumana Haddad (née en 1970), poète et journaliste libanaise ;
- Kasia Haddad (en), (née en 1979), actrice britannique ;
- Khalil El-Haddad (1875-1954), capucin et bienheureux libanais ;
- Khelil Haddad (né en 1970), coureur cycliste algérien ;
- Lahcen Haddad (né en 1960), homme politique marocain ;
- Line Haddad (née en 1978), patineuse artistique française ;
- Maher Haddad (né en 1988), footballeur international tunisien ;
- Mahmoud El-Haddad (en) (né en 1986), haltérophile égyptien ;
- Malek Haddad (1927-1978), écrivain algérien ;
- Maria Haddad (née en 1955), pilote de ligne jamaïcaine ;
- Maya Haddad (de) (née en 1988), actrice allemande ;
- Mezri Haddad (né en 1961), journaliste, écrivain, philosophe et diplomate tunisien ;
- Michel Haddad (en) (1902-1983), boxeur égyptien ;
- Moussa Haddad (1937-2019), cinéaste algérien ;
- Muayad Rahyam Gamal Al Haddad (né en 1960), joueur de football koweïtien ;
- Nouhad Haddad (née en 1934), chanteuse libanaise ;
- Óscar Bitar Haddad (en) (né en 1942), politicien mexicain ;
- Patrick Haddad (1973-), homme politique français ;
- Paul Haddad (1963-2020), acteur britannique ;
- Quassim Haddad (né en 1948), poète originaire du Bahreïn ;
- Radhia Haddad (1922-2003), militante féministe tunisienne ;
- Rani Haddad (sv) (né en 1996), footballeur suédois ;
- Roger Haddad (sv) (né en 1978), homme politique suédois ;
- Rudy Haddad (né en 1985), joueur français de football ;
- Saad El Haddad (né en 1985), rappeur allemand connu sous le nom de Baba Saad ;
- Saad Haddad (1936-1984), militaire libanais, fondateur de l’Armée du Liban sud ;
- Saleh al-Haddad (né en 1986), athlète koweïtien ;
- Sami Haddad (né en 1950), économiste libanais ;
- Sami Ibrahim Haddad (en) (1890-1957), médecin et écrivain libanais ;
- Shai Haddad (en) (né en 1987), footballeur israélien ;
- Soraya Haddad (née en 1984), judokate algérienne ;
- Suhel Haddad (né en 1951), acteur arabe israélien de théâtre, de cinéma et de télévision ;
- Tahar Haddad (1899-1935), penseur, syndicaliste et homme politique tunisien ;
- Vico Haddad (en) (né en 1960), footballeur israélien ;
- Wadie Haddad (1927-1978), militant palestinien ;
- Wassim Michael Haddad (né en 1961), mathématicien, scientifique et ingénieur grec ;
- William J. Haddad (en) (1915-2010), avocat et juriste canadien ;
- Yoseph Haddad, journaliste, activiste, conférencier et influenceur numérique israélien ;
- Youghourta Haddad (né en 1993), nageur algérien ;
- Yvonne Haddad (en) (née en 1935), enseignante et intellectuelle américaine ;
- Zakaria Haddad (né en 1995), nom de naissance du streameur Zack Nani.